# 博恩 (愛達荷州)
博恩（英語：Bone）是位於美國愛達荷州邦納維爾縣的一個非建制地區。該地的面積和人口皆未知。

## 地理
博恩的座標為43°18′45″N 111°47′43″W / 43.31250°N 111.79528°W，而該地的平均海拔高度為1851米（即6073英尺）。